# Березовка (Федоровський район)
Бере́зовка (каз. Березов) — село у складі Федоровського району Костанайської області Казахстану. Входить до складу Коржинкольського сільського округу.
Населення — 204 особи (2021; 219 у 2009, 266 у 1999, 372 у 1989).